# Impatiens depauperata
Impatiens depauperata är en balsaminväxtart som beskrevs av Joseph Dalton Hooker. Impatiens depauperata ingår i släktet balsaminer, och familjen balsaminväxter. Inga underarter finns listade i Catalogue of Life.